# Teodors Bļugers
Teodors Bļugers (anglisierte Schreibweise: Theodor „Teddy“ Blueger; * 15. August 1994 in Riga) ist ein lettischer Eishockeyspieler, der seit Juli 2023 bei den Vancouver Canucks aus der National Hockey League (NHL) unter Vertrag steht. Mit den Vegas Golden Knights gewann der Center in den Playoffs 2023 den Stanley Cup. Zuvor gehörte er sieben Jahre der Organisation der Pittsburgh Penguins an, die ihn im NHL Entry Draft 2012 ausgewählt hatten.

## Karriere

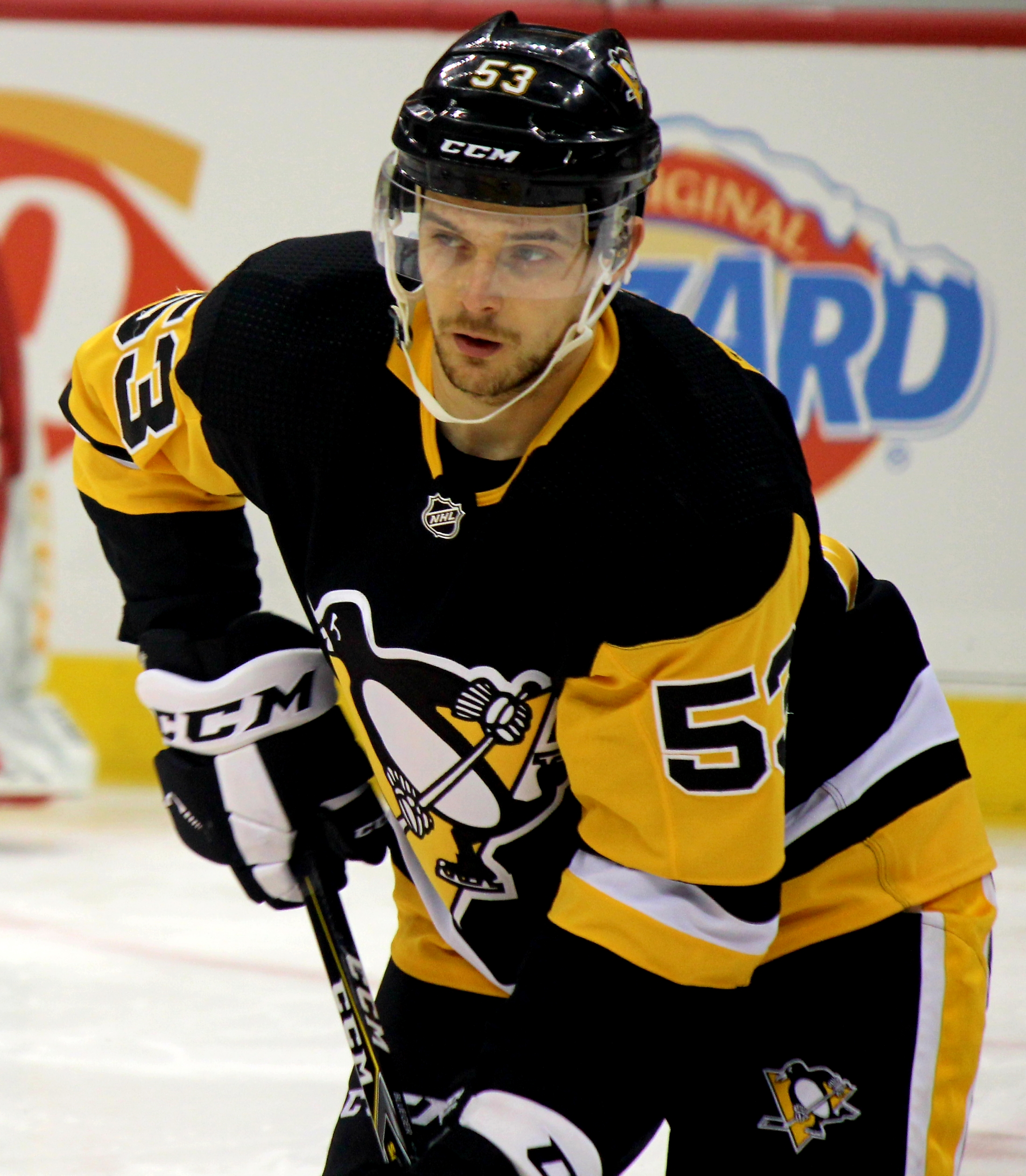
Bļugers im Trikot der Pittsburgh Penguins

Der in der lettischen Landeshauptstadt Riga geborene Bļugers erlernte das Eishockeyspielen in der Eishockeyschule des ehemaligen lettischen Nationalspielers und IIHF-Hall-of-Fame-Mitglieds Helmuts Balderis. Von dort wagte er im Jahr 2009 den Sprung nach Nordamerika und spielte für die folgenden drei Jahre im Eishockeyteam seiner High School, der Shattuck-Saint Mary’s. Während dieser Zeit wurde er im Jahr 2011 sowohl im Entry Draft der Juniorenliga United States Hockey League von den Sioux City Musketeers als auch im KHL Junior Draft 2011 der Kontinentalen Hockey-Liga vom lettischen Klub Dinamo Riga gedraftet. Ein Jahr später folgten Ziehungen im CHL Import Draft der Canadian Hockey League durch die Oshawa Generals aus der Ontario Hockey League und im NHL Entry Draft 2012 in der zweiten Runde an 39. Position durch die Pittsburgh Penguins aus der National Hockey League (NHL).
Bļugers entschied sich jedoch zunächst, seine Karriere an der Minnesota State University, Mankato fortzusetzen und parallel zu seinem Studium das Eishockeyspielen weiterzuverfolgen. Mit dem Eishockeyteam der Universität nahm er in den vier Jahren zwischen 2012 und 2016 am Spielbetrieb der Western Collegiate Hockey Association (WCHA) teil, einer Division im Spielbetrieb der National Collegiate Athletic Association (NCAA). Neben dem zweifachen Gewinn der Divisionsmeisterschaft erhielt der Lette Nominierungen für das WCHA All-Tournament Team im Jahr 2014 und das WCHA First All-Star Team im Jahr 2016. In diesem Zeitraum absolvierte er 155 Partien für die Mannschaft und erzielte dabei 108 Scorerpunkte – alleine 35 davon in seinem vierten und letzten Jahr. Nach Beendigung der Collegesaison erhielt Bļugers, der mittlerweile oft unter den anglisierten Namen Theodor Blueger oder Teddy Blueger firmierte, ein Vertragsangebot der Pittsburgh Penguins.
Nach der Unterschrift kam der Angreifer zum Ende der Saison 2015/16 in Pittsburghs Farmteam, den Wilkes-Barre/Scranton Penguins, in der American Hockey League (AHL) zu seinen ersten Profieinsätzen. In insgesamt 20 Spielen gelang ihm lediglich eine Torvorlage. Mit Beginn der Spielzeit 2016/17 war Bļugers Stammspieler bei den Baby Pens. Er sammelte in seiner Rookiesaison 31 Scorerpunkte, denen er im folgenden Jahr weitere 45 folgen ließ. Nachdem er in seinem dritten Profijahr in Nordamerika bis Ende Januar 2019 weitere 39 Punkte in nur 45 Einsätzen in der AHL gesammelt hatte, wurde er erstmals in den NHL-Kader Pittsburghs berufen. Bis zum Saisonende bestritt er dort 29 Spiele, in denen er zehnmal punktete, bevor er sich zur Spielzeit 2019/20 im NHL-Aufgebot etablierte. Er lief schließlich bis zum März 2023 für die Penguins auf, ehe er im Tausch für Peter Diliberatore und ein Drittrunden-Wahlrecht im NHL Entry Draft 2024 an die Vegas Golden Knights abgegeben wurde. Mit diesen gewann der Lette am Ende der Playoffs 2023 den ersten Stanley Cup der noch jungen Franchise-Geschichte. Einen weiterführenden Vertrag erhielt er in Las Vegas allerdings nicht, sodass er sich im Juli 2023 als Free Agent den Vancouver Canucks anschloss.

### International

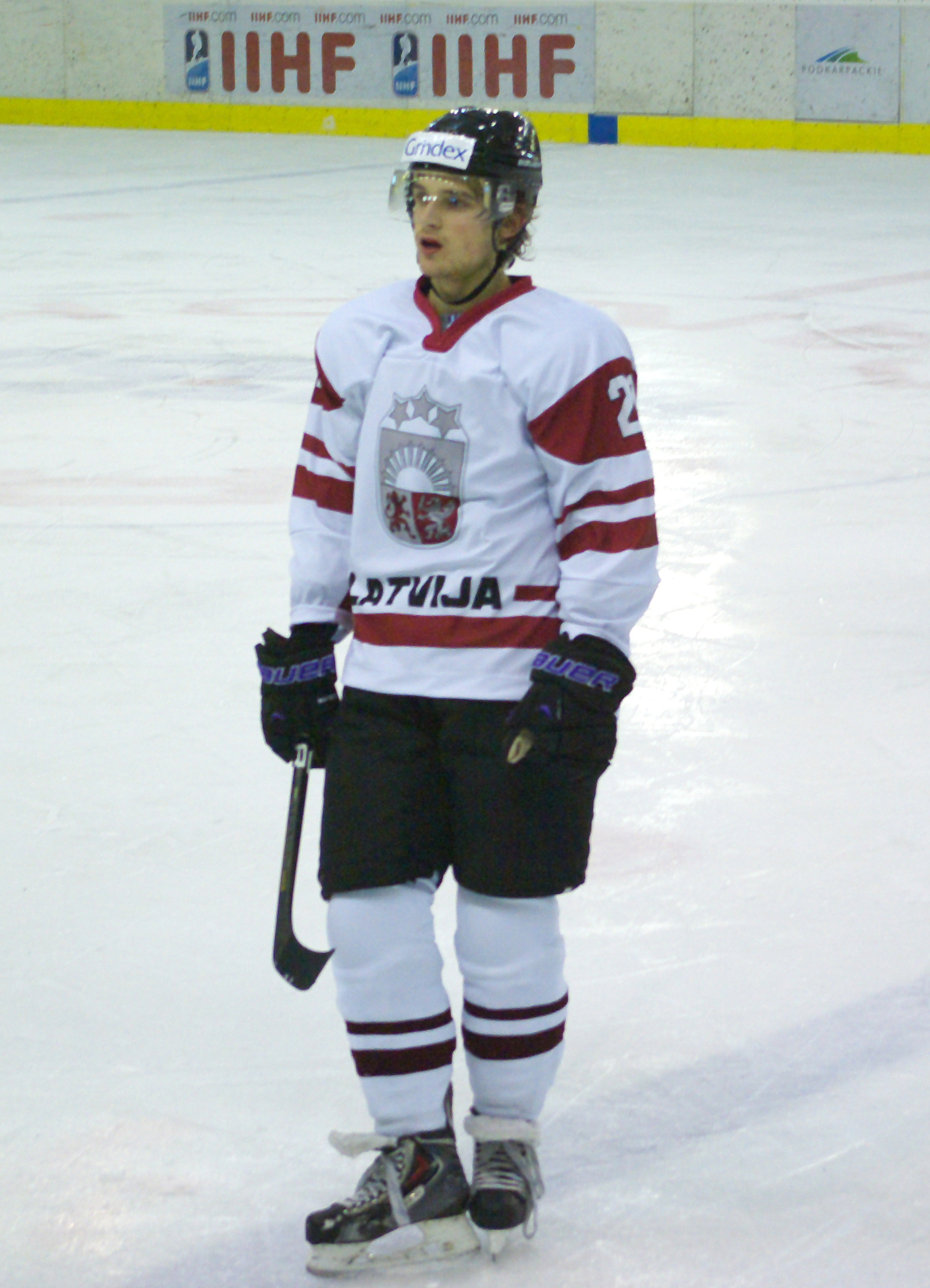
Bļugers im Trikot der lettischen U20-Nationalmannschaft

Für sein Heimatland nahm Bļugers im Juniorenbereich an den U18-Junioren-Weltmeisterschaften der Division I 2011 und nach dem erfolgreichen Aufstieg der Top-Division 2012 teil. Am Aufstieg hatte der Stürmer als bester Torschütze des Turniers maßgeblichen Anteil. Mit der lettischen U20-Auswahl absolvierte er die U20-Junioren-Weltmeisterschaften der Jahre 2012 und 2013. Zudem spielte er nach dem Abstieg bei der U20-Junioren-Weltmeisterschaft 2014 der Division IA.
Für die A-Nationalmannschaft kam der Angreifer im Rahmen der Weltmeisterschaft 2017 zu seinen ersten Einsätzen. Des Weiteren spielte er bei den Weltmeisterschaften 2018 in Dänemark und 2019 in der Slowakei.

## Erfolge und Auszeichnungen
- 2014 Broadmoor-Trophy-Gewinn mit der Minnesota State University, Mankato
- 2014 WCHA All-Tournament Team
- 2015 Broadmoor-Trophy-Gewinn mit der Minnesota State University, Mankato
- 2016 WCHA First All-Star Team
- 2023 Stanley-Cup-Gewinn mit den Vegas Golden Knights

### International
- 2011 Aufstieg in die Top-Division bei der U18-Junioren-Weltmeisterschaft der Division I
- 2011 Bester Torschütze der U18-Junioren-Weltmeisterschaft der Division I, Gruppe A

## Karrierestatistik
Stand: Ende der Saison 2023/24

### International
Vertrat Lettland bei:
| - U18-Junioren-Weltmeisterschaft der Division I 2011 - U20-Junioren-Weltmeisterschaft 2012 - U18-Junioren-Weltmeisterschaft 2012 - U20-Junioren-Weltmeisterschaft 2013 - U20-Junioren-Weltmeisterschaft der Division IA 2014 | - Weltmeisterschaft 2017 - Weltmeisterschaft 2018 - Weltmeisterschaft 2019 - Qualifikationsturnier für die Olympischen Winterspiele 2022 |

(Legende zur Spielerstatistik: Sp oder GP = absolvierte Spiele; T oder G = erzielte Tore; V oder A = erzielte Assists; Pkt oder Pts = erzielte Scorerpunkte; SM oder PIM = erhaltene Strafminuten; +/− = Plus/Minus-Bilanz; PP = erzielte Überzahltore; SH = erzielte Unterzahltore; GW = erzielte Siegtore; 1 Play-downs/Relegation; Kursiv: Statistik nicht vollständig)